# Power Rangers Megaforce
Power Rangers Megaforce oraz Power Rangers Super Megaforce – dwudziesty i dwudziesty pierwszy sezon amerykańskiego serialu dla dzieci i młodzieży Power Rangers, oparty na japońskich serialach tokusatsu Tensō Sentai Goseiger (Megaforce) oraz Kaizoku Sentai Gokaiger (Super Megaforce).
Seria Power Rangers Megaforce/Super Megaforce liczy łącznie 42 odcinki (22+20) i stanowiła część obchodów 20-lecia serialu Power Rangers, których punktem kulminacyjnym był finałowy odcinek sezonu – Legendary Battle, w którym powracają wszyscy rangersi z poprzednich serii, zaś w część z nich wcielili się oryginalni odtwórcy tych ról.
W przeciwieństwie do Power Rangers Samurai/Super Samurai, oba sezony Power Rangers Megaforce bazują na materiałach z dwóch różnych seriali z serii Super Sentai (Seria Megaforce bazuje na materiale filmowym z Tensō Sentai Goseiger, zaś Super Megaforce z Kaizoku Sentai Gokaiger).
Premiera produkcji odbyła się 2 lutego 2013 roku w Stanach Zjednoczonych, na antenie stacji Nickelodeon. Finałowy odcinek został wyemitowany 22 listopada 2014 roku na tym samym kanale.
Polska premiera serii Power Rangers Megaforce miała miejsce 8 października 2013 roku na antenie stacji Cartoon Network. Z kolei polska premiera sezonu Power Rangers Super Megaforce odbyła się 19 sierpnia 2016 roku w serwisie Netflix. Oba sezony są dostępne w tym serwisie w wersji z polskimi napisami.

## Fabuła

### Megaforce
Przez wieki Ziemia była chroniona przez nadprzyrodzonego strażnika Goseia i jego robota-asystenta Tensou. Kiedy źli kosmici Warstaru rozpoczynają masową inwazję na naszą planetę, Gosei rekrutuje pięciu wybitnie uzdolnionych nastolatków, którzy stają się drużyną Power Rangers Megaforce. Troy, Noah, Gia, Jake i Emma po transformacji w rangersów osiągają nadludzką siłę, zręczność i opanowane zdolności w sztukach walki. Nowi bohaterowie posiadają również dodatkową siłę, zawartą w potężnych Kartach Mocy, a także Mechazordy, dzięki którym są w stanie bronić Ziemi przed armią Warstaru.

### Super Megaforce
Bezwzględny Książę Vekar przybywa ze swoją potężną kosmiczną Armadą, w celu podbicia Ziemi. Aby móc zmierzyć się z nowym i groźniejszym zagrożeniem, Gosei wręcza Mega Rangersom specjalne morfery oraz klucze, dzięki którym będą mogli transformować się w drużynę Power Rangers Super Megaforce. Bohaterowie mogą używać również specjalnych kluczy, dzięki którym otrzymują nadzwyczajną nową zdolność do morfowania się w każdą z legendarnych drużyn Power Rangers z przeszłości. Korzystając z mocy poprzednich rangersów, Troy, Noah, Gia, Jake i Emma stają do walki z flotą Armady.

## Obsada

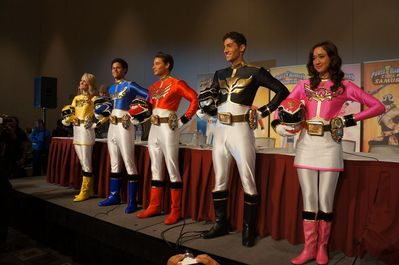
Obsada Megaforce na konwencie fanów Power Rangers Power Morphicon w 2012 roku.

Poniższa lista przedstawia głównych bohaterów serialu Power Rangers Megaforce/Super Megaforce wraz z nazwiskami odtwórców ról.

### Rangersi
| Ranger                                                        | Postać       | Aktor                          |
| ------------------------------------------------------------- | ------------ | ------------------------------ |
| Megaforce/Super Megaforce Czerwony Ranger                     | Troy Burrows | Andrew Gray                    |
| Megaforce/Super Megaforce Różowa Rangerka                     | Emma Goodall | Christina Masterson            |
| \| Megaforce Czarny \| / \| Super Megaforce Zielony Ranger \| | Jake Holling | Azim Rizk                      |
| Megaforce/Super Megaforce Żółta Rangerka                      | Gia Moran    | Ciara Hanna                    |
| Megaforce/Super Megaforce Niebieski Ranger                    | Noah Carver  | John Mark Loudermilk           |
| Robo Rycerz                                                   | Robo Rycerz  | Chris Auer (głos)              |
| Super Megaforce Srebrny Ranger                                | Orion        | Cameron Jebo                   |
| Megaforce Czarny                                              | /            | Super Megaforce Zielony Ranger |

### Sprzymierzeńcy
- Gosei (głos: Geoff Dolan) – strażnik Ziemi, mentor drużyny.
- Tensou (głos: Estevez Gillespie) – robot, asystent Goseia.
- Ernie (Shailesh Prajapati) – właściciel baru.
- Pan Burley (Ian Harcourt) – nauczyciel miejscowej szkoły.

#### Rangersi z poprzednich serii
| Ranger                             | Seria               | Postać          | Aktor             |
| ---------------------------------- | ------------------- | --------------- | ----------------- |
| \| Zielony \| / \| Biały Ranger \| | Mighty Morphin      | Tommy Oliver    | Jason David Frank |
| Niebieski Kosmiczny Ranger         | W kosmosie          | T.J. Johnson    | Selwyn Ward       |
| Różowa Kosmiczna Rangerka          | W kosmosie          | Cassie Chan     | Patricia Ja Lee   |
| Galaktyczny Czerwony Ranger        | Zagubiona Galaktyka | Leo Corbett     | Danny Slavin      |
| Galaktyczny Zielony Ranger         | Zagubiona Galaktyka | Damon Henderson | Reggie Rolle      |
| Galaktyczna Różowa Rangerka        | Zagubiona Galaktyka | Karone          | Melody Perkins    |
| Czerwony Lightspeed Ranger         | Lightspeed Rescue   | Carter Grayson  | Sean Cw Johnson   |
| Różowa Lightspeed Rangerka         | Lightspeed Rescue   | Dana Mitchell   | Alison MacInnis   |
| Time Force Czerwony Ranger         | Time Force          | Wesley Collins  | Jason Faunt       |
| Furia Dżungli Czerwony Ranger      | Furia Dżungli       | Casey Rhodes    | Jason Smith       |
| Czerwony Samurai Ranger            | Samurai             | Jayden Shiba    | Alex Heartman     |
| Zielony Samurai Ranger             | Samurai             | Mike            | Hector David Jr.  |
| Żółta Samurai Rangerka             | Samurai             | Emily           | Brittany Pirtle   |
| Zielony                            | /                   | Biały Ranger    |                   |

### Wrogowie

#### Warstar (Megaforce)
- Admirał Malkor (głos: Campbell Cooley) – przywódca Warstaru, główny antagonista serii Megaforce
- Creepox (głos: Mark Mitchinson) – prawa ręka Malkora
- Vrak (głos: Jason Hood) – młodszy brat księcia Vekara, uprowadził Robo Rycerza
- Metalowa Alice (ang.: Metal Alice; głos: Sophie Henderson) – robot stworzony przez Vraka
- Posłaniec (ang.: The Messenger; głos: Andrew Laing) – wojownik przysłany przez Armadę

#### Armada (Super Megaforce)
- Książę Vekar (głos: Stephen Butterworth) – starszy brat Vraka, następca tronu i dowódca floty Armady na Ziemię; główny antagonista serii Super Megaforce
- Levira (głos: Rebecca Parr) – naukowiec i pomocnica księcia Vekara
- Damaras (głos: John Leigh) – główny generał armii księcia Vekara
- Argus (głos: Mark Wright) – zrobotyzowany ochroniarz księcia Vekara
- Imperator Mavro (ang.: Emperor Mavro; głos: Mike Drew) – ojciec Vekara i Vraka, przywódca Armady i finałowy antagonista serii
- Redker (głos: Adrian Smith) – prawa ręka Imperatora Mavro

## Muzyka tytułowa
Power Rangers Megaforce, to muzyka tytułowa serii Power Rangers Megaforce/Super Megaforce, wykorzystana m.in. w czołówce serialu. Dodatkowo utwór pojawiał się wielokrotnie w trakcie odcinków, w wersji z wokalem oraz instrumentalnej.
Utwór skomponował i wykonał Noam Kaniel, twórca piosenki tytułowej dla serii Power Rangers Samurai/Super Samurai. Oba utwory posiadają podobną linię melodyczną oraz tekst piosenki.
Jest to kolejny remiks Go Go Power Rangers, muzyki tytułowej serii Mighty Morphin Power Rangers. Zmianie uległa linia instrumentalna, a także poszerzony został tekst piosenki. Ponownie użyto również zwrotu Go, Go, Power Rangers!.

## Power Rangers Megaforce (Sezon 20; 2013)
| Premiera w USA                             | Premiera w Polsce | Nr  | Nr w serii | Polski tytuł         | Angielski tytuł                  |
| ------------------------------------------ | ----------------- | --- | ---------- | -------------------- | -------------------------------- |
|                                            |                   |     |            |                      |                                  |
| SEZON DWUDZIESTY – POWER RANGERS MEGAFORCE |                   |     |            |                      |                                  |
|                                            |                   |     |            |                      |                                  |
| 02.02.2013                                 | 08.10.2013        | 746 | 01         | Megamisja            | Mega Mission                     |
|                                            |                   |     |            |                      |                                  |
| 09.02.2013                                 | 09.10.2013        | 747 | 02         | Zderzenie z nauką    | He Blasted Me with Science       |
|                                            |                   |     |            |                      |                                  |
| 16.02.2013                                 | 10.10.2013        | 748 | 03         | Epidemia             | Going Viral                      |
|                                            |                   |     |            |                      |                                  |
| 23.02.2013                                 | 11.10.2013        | 749 | 04         | Obcy                 | Stranger Ranger                  |
|                                            |                   |     |            |                      |                                  |
| 02.03.2013                                 | 14.10.2013        | 750 | 05         | W jedności siła      | United We Stand                  |
|                                            |                   |     |            |                      |                                  |
| 09.03.2013                                 | 15.10.2013        | 751 | 06         | Harmonia i fałsz     | Harmony and Dizchord             |
|                                            |                   |     |            |                      |                                  |
| 16.03.2013                                 | 16.10.2013        | 752 | 07         | I kto tu płacze?     | Who’s Crying Now?                |
|                                            |                   |     |            |                      |                                  |
| 30.03.2013                                 | 17.10.2013        | 753 | 08         | Robo Rycerz          | Robo Knight                      |
|                                            |                   |     |            |                      |                                  |
| 06.04.2013                                 | 18.10.2013        | 754 | 09         | Błędny rycerz        | Prince Takes Knight              |
|                                            |                   |     |            |                      |                                  |
| 07.09.2013                                 | 21.10.2013        | 755 | 10         | Człowiek i maszyna   | Man and Machine                  |
|                                            |                   |     |            |                      |                                  |
| 14.09.2013                                 | 22.10.2013        | 756 | 11         | Ultra moc            | Ultra Power                      |
|                                            |                   |     |            |                      |                                  |
| 28.09.2013                                 | 23.10.2013        | 757 | 12         | Ten się śmieje       | Last Laugh                       |
|                                            |                   |     |            |                      |                                  |
| 05.10.2013                                 | 24.10.2013        | 758 | 13         | Łapacz Marzeń        | Dream Snatcher                   |
|                                            |                   |     |            |                      |                                  |
| 12.10.2013                                 | 25.10.2013        | 759 | 14         | Niszczyciel Gosei    | Gosei Ultimate                   |
|                                            |                   |     |            |                      |                                  |
| 26.10.2013                                 | 28.10.2013        | 760 | 15         | Czynnik ludzki       | The Human Factor                 |
|                                            |                   |     |            |                      |                                  |
| 02.11.2013                                 | 01.12.2013        | 761 | 16         | Robot Rico           | Rico the Robot                   |
|                                            |                   |     |            |                      |                                  |
| 09.11.2013                                 | 07.12.2013        | 762 | 17         | Koleje losu          | Staying on Track                 |
|                                            |                   |     |            |                      |                                  |
| 16.11.2013                                 | 08.12.2013        | 763 | 18         | Ludzki robot         | The Human Condition              |
|                                            |                   |     |            |                      |                                  |
| 23.11.2013                                 | 13.12.2013        | 764 | 19         | Posłaniec            | The Messenger                    |
|                                            |                   |     |            |                      |                                  |
| 30.11.2013                                 | 15.12.2013        | 765 | 20         | Ostateczna rozgrywka | End Game                         |
|                                            |                   |     |            |                      |                                  |
| 19.10.2013                                 | 17.12.2013        | 766 | S1         | Duchy są wśród nas   | Raising Spirits                  |
|                                            |                   |     |            |                      |                                  |
| 07.12.2013                                 | 18.12.2013        | 767 | S2         | Robo Wigilia         | The Robo Knight Before Christmas |
|                                            |                   |     |            |                      |                                  |

## Power Rangers Super Megaforce (Sezon 21; 2014)
| Premiera w USA                                            | Premiera w Polsce | Nr      | Nr w serii | Polski tytuł                                        | Angielski tytuł                      |
| --------------------------------------------------------- | ----------------- | ------- | ---------- | --------------------------------------------------- | ------------------------------------ |
|                                                           |                   |         |            |                                                     |                                      |
| SEZON DWUDZIESTY PIERWSZY – POWER RANGERS SUPER MEGAFORCE |                   |         |            |                                                     |                                      |
|                                                           |                   |         |            |                                                     |                                      |
| 15.02.2014                                                | 19.08.2016        | 768     | 01         | Super Megaforce                                     | Super Megaforce                      |
|                                                           |                   |         |            |                                                     |                                      |
| 22.02.2014                                                | 19.08.2016        | 769     | 02         | Ziemia stawia opór                                  | Earth Fights Back                    |
|                                                           |                   |         |            |                                                     |                                      |
| 01.03.2014                                                | 19.08.2016        | 770     | 03         | Historia niebieskiej szabli                         | Blue Saber Saga                      |
|                                                           |                   |         |            |                                                     |                                      |
| 08.03.2014                                                | 19.08.2016        | 771     | 04         | Lwi sojusz                                          | A Lion’s Alliance                    |
|                                                           |                   |         |            |                                                     |                                      |
| 15.03.2014                                                | 19.08.2016        | 772     | 05         | Samurajowa niespodzianka                            | Samurai Surprise                     |
|                                                           |                   |         |            |                                                     |                                      |
| 22.03.2014                                                | 19.08.2016        | 773     | 06         | Duch tygrysa                                        | Spirit of the Tiger                  |
|                                                           |                   |         |            |                                                     |                                      |
| 05.04.2014                                                | 19.08.2016        | 774     | 07         | Srebrny blask                                       | Silver Lining                        |
|                                                           |                   |         |            | Srebrny blask                                       | Silver Lining                        |
| 12.04.2014                                                | 19.08.2016        | 775     | 08         | Srebrny blask                                       | Silver Lining                        |
|                                                           |                   |         |            |                                                     |                                      |
| 30.08.2014                                                | 19.08.2016        | 776     | 09         | Moc szóstych rangersów                              | Power of Six                         |
|                                                           |                   |         |            |                                                     |                                      |
| 06.09.2014                                                | 19.08.2016        | 777     | 10         | Idealna burza                                       | The Perfect Storm                    |
|                                                           |                   |         |            |                                                     |                                      |
| 13.09.2014                                                | 19.08.2016        | 778     | 11         | Miłość wisi w powietrzu                             | Love Is In the Air                   |
|                                                           |                   |         |            |                                                     |                                      |
| 27.09.2014                                                | 19.08.2016        | 779     | 12         | Zjednoczeni                                         | United as One                        |
|                                                           |                   |         |            |                                                     |                                      |
| 04.10.2014                                                | 19.08.2016        | 780     | 13         | Trawa jest zawsze bardziej zielona... lub niebieska | The Grass is Always Greener or Bluer |
|                                                           |                   |         |            |                                                     |                                      |
| 11.10.2014                                                | 19.08.2016        | 781     | 14         | W fotelu kierowcy                                   | In the Driver’s Seat                 |
|                                                           |                   |         |            |                                                     |                                      |
| 18.10.2014                                                | 19.08.2016        | 782     | 15         | Niech żyje książę Vekar                             | All Hail Prince Vekar                |
|                                                           |                   |         |            |                                                     |                                      |
| 25.10.2014                                                | 19.08.2016        | 783     | 16         | Powrót Vraka                                        | Vrak is Back                         |
|                                                           |                   |         |            | Powrót Vraka                                        | Vrak is Back                         |
| 01.11.2014                                                | 19.08.2016        | 784     | 17         | Powrót Vraka                                        | Vrak is Back                         |
|                                                           |                   |         |            |                                                     |                                      |
| 08.11.2014                                                | 19.08.2016        | 785     | 18         | Imperator Mavro                                     | Emperor Mavro                        |
|                                                           |                   |         |            |                                                     |                                      |
| 15.11.2014                                                | 19.08.2016        | 786     | 19         | Gniew                                               | The Wrath                            |
|                                                           |                   |         |            |                                                     |                                      |
| 22.11.2014                                                | 19.08.2016        | 787     | 20         | Legendarna bitwa                                    | Legendary Battle                     |
|                                                           |                   |         |            |                                                     |                                      |
| EMISJA SPECJALNA                                          |                   |         |            |                                                     |                                      |
|                                                           |                   |         |            |                                                     |                                      |
| 24.11.2014                                                | –                 | 786-787 | 19-20      | –                                                   | Legendary Battle: Extended Edition   |
|                                                           |                   |         |            |                                                     |                                      |